# Коррадо Джаквінто
Коррадо Джаквінто (італ. Corrado Giaquinto; 8 лютого 1703, Мольфетта — 18 квітня 1766, Неаполь) — італійський художник, представник рококо.

## Життєпис
Народився у 1703 році у невеликому містечку Мольфетта (Апулія, південна Італія). Щодо молодих років замало відомостей. Період до 1724 року (лише на нетривалий період у 1721 році був у Неаполі) Коррадо Джаквінто провів у рідному місті, навчаючись малярству. Згідно одних даних Коррадо навчався у майстерні Ніколо Россі, згідно інших — у Саверіо Порти. Втім знано, що значний вплив на нього мав Франческо Солімена, учнем якого він став у 1724 році, перебравшись до Неаполя.
1727 року стає незалежним художником та відкриває власну майстерню. У 1733—1735 роках перебував у Турині. У 1734 році одружився. З 1740 по 1753 — в Римі, де став великим декоратором, виконував замовлення папи римського Бенедикта XIV.
У 1740 році Коррадо став членом римської Академії Св. Луки. У Римі художник створив майстерню для іспанських живописців, де навчалися А. Г. Веласкес, П. де Ла Вега, Х. дель Кастілло та інші.
Період 1753—1762 Джаквінто Коррадо провів в Іспанії, виконуючи численні замовлення королівської родини. З 1762 року художник працював в Неаполі при дворі короля обох Сицилій Карла III Бурбона, ставши його придворним живописцем. Помер у Неаполі у 1766 році.

## Творчість
Коррадо Джакінто був одним з яскравих майстрів першої половини XVIII ст. В його творчості виявилися характерний для живопису цього часу поступовий відхід від принципів бароко, освоєння прийомів рококо, які він намагався поєднувати з традиціями римської школи.
У полотні раннього неаполітанського періоду «Благовіщення» (Неаполь, зібрання Пуччі) позначився вплив Франческо Солімени (його вівтарного образу в церкві Санта Марія Доннальбіна) і Луки Джордано (його робіт в Чертоза ді Сан Мартіно 1704 р.).
У творах туринського періоду для вілли дель Реджина (1733 рік) і церкви Святої Терези (1735 рік) палітра художника стає світлішою, в ній домінують пастельні тони, переходи світла і тіні більш плавні, але все ж переважає барочна експресія в стилі майстрів неаполітанської школи.
Втім лише у Римі формується індивідуальний стиль Коррадо як майстра римського рококо на відміну. Одна з перших робіт Джаквінто в Римі — вівтарна композиція «Святий Микола Барійський, що виліковує солдат» (1746 рік, Штутгарт, Державна галерея), яка виповнена для францисканської церкви Сан Нікола дей Лорінезі. Образ Миколи Барійського, єпископа Мірри, котрого вважали покровителем його рідного міста Молфетта, був близький Джаквінто. Відомо ще одне полотно з життя св. Миколи Барійского (Стокгольм, Національна галерея), виконане художником.
У 1739 році на замовлення кардинала Оттобоні майстер виконав вівтарні образи «Вознесіння Діви Марії» (США, приватне зібрання). Тут пастельні тони, плавна делікатна кисть, грація фігур апостолів і самої Марії, піднесеної на небо, відрізняють манеру Коррадо. У 1740 році виконав для церкви Санта-Марія-Ассунта в Рокка ді Папа у Фраскаті іншу відому роботу — «Різдво» (Оксфорд, художнє зібрання коледжу Крайст-Черч).
Найбільшу популярність художник здобув після виконання фрески в римській церкві Санта Кроче ін Єрусалимі (близько 1745 року) на замовлення папи Бенедикта XIV «Свята Олена та імператор Костянтин, що представляються Мадонною святій Трійці». Художник зображує багато фігур: імператора і його мати, св. Михайла, св. Петра, Іоанна Євангеліста, Люцифера, янголів, що підтримують хрест — головну реліквію Страстей Христа, привезену Оленою зі Святої землі. Однак в багатофігурної сцені немає барокової патетики, вона сповнена плавного руху фігур у світло-блакитному небесному просторі.
Ще в більш світлих сіро-блакитних тонах виконується розпис трансепта церкви «Поклоніння Мідному змію». Рожеві, жовті, сині кольори одягів святих в обох розписах м'яко сплавлені з холодним фоном. Декорація інтер'єру церкви не була завершена, оскільки у папській курії не знайшлося достатніх коштів.
В одній з пізніх робіт римського періоду — вівтарному образі «Хрещення Христа» (1750 рік, церква Санта-Марія-дель-Орто, капела Іоанна Хрестителя) в постатях святих і двох янголів з'явилася деяка солодкуватість, що нагадує образи болонця Франческо Альбані, палітра Джаквінто більш монотонна за кольором. Ансамбль церкви створювався до священного 1750 року.
Для Королівської капели в Мадриді Коррадо виконав вісім фресок, в одній з яких «Святий Яків, що з'явився в битві з маврами при Ель Клава» (1754—1759 роки) відтворено епізод з Реконкісти, коли, згідно з легендою, воїнам явився св. Яків. Він зображений у світлому вбранні на білому коні в супроводі янголп. У Мадриді Джакінто створив офіційний стиль королівства Бурбонів, який зберігався протягом XIX сторіччя.
Для нового Королівського палацу в Мадриді, резиденції Бурбонів, Коррадо виконав фрески на алегоричні сюжети, що прославляють їх правління, яке принесло мир і справедливість Іспанії («Іспанія віддає данину Релігії та Церкви», 1758—1760; «Народження Сонця і Тріумф Вакха», 1762 , обидві роботи — Музей Прадо, Мадрид). У композиції «Іспанія віддає данину Релігії та Церкви» король Філіп V і його син Фердинанд IV зображені як герої Священного Писання — цар Давид і цар Соломон, на тлі їх палацу, уподібнення храму Соломона. Програма розпису була складена відомим ерудитом Мартіном Сармієнто.
Разом з архітектором Л. Ванвітеллі він керував прикрашеням палацу короля Обох Сицилій в Казерті, виконавши фреску «Алегорія Сили і Пильності» (1763 рік) і цикл з шести полотен на сюжети з історії Діви Марії для палацової церкви Сан Луїджі.